# Стасов, Василий Петрович
Васи́лий Петро́вич Ста́сов (24 июля [4 августа] 1769, Москва — 24 августа [5 сентября] 1848, Санкт-Петербург) — русский архитектор, один из основоположников русского ампира; отец художественного критика Владимира Стасова. Академик (с 1811) и почётный вольный общник (с 1827) Императорской Академии художеств.

## Биография
Родился в дворянской семье: отец, Пётр Фёдорович Стасов, служил в вотчинной канцелярии — подканцеляристом (помощником писца), мать, Анна Антипьевна, происходила из рода Приклонских. Имели родовое село Соколово недалеко от современной деревни Барыбино, под Серпуховом.
До 1783 года учился в гимназии при Московском университете; в 1783 году умер отец, а вскоре и старший брат, служивший в морском флоте. С того же года служил в Экспедиции архитектурных дел местной управы благочиния, руководимую С. А. Кариным — в должности «архитектора капрала» (чертёжника); в 1790 году он уже помощник архитектора. В 1794 году несколько месяцев отбывал воинскую повинность в Преображенском полку в Санкт-Петербурге. В январе 1795 года поступил на службу в Департамент герольдии. С 1797 года работал архитектором Главной соляной конторы.
14 мая 1797 года Стасову было поручено обер-полицмейстером Москвы П. Н. Кавериным составление проектов гостиниц на въездах в Белый город — ровно через год они были утверждены Павлом I. В это же время Стасов был приглашён Н. П. Хлебниковым (1774—1806) для создания комплекса зданий в его рязанской усадьбе в селе Истье. И. Э. Грабарь указывал ещё на некоторые работы Стасова в этот период; в 1801 году Стасов участвовал в оформлении народных праздников в Сокольниках при коронации императора Александра I.
В том же году по именному указу императора был направлен во Францию и Италию «для усовершенствования знаний».
В 1802—1807 годах он посетил Францию, Италию, Австрию и Польшу.
После возвращения жил и работал в Петербурге. В 1808 году, 26 апреля, В. П. Стасов получил диплом римской Академии живописи, скульптуры и архитектуры Святого Луки. Со 2 октября 1808 года Стасов — архитектор императорского Кабинета. За конкурсный проект памятника над могилой погибших в Полтавской битве Стасов 1 сентября 1811 года был избран академиком Петербургской Академии художеств.
Входил в состав Комитета строений и гидравлических работ в российской столице.
В 1810-х гг. в Грузино им была построена колокольня.
В 1815 году в память участия саратовских ополченцев и победе русского народа в Отечественной войне 1812 года, по проекту Стасова, был построен Александро-Невский собор в Саратове.
В 1816 году по заказу помещицы Анны Петровны Хлебниковой-Полторацкой (1772–1842) (сестры Н. П. Хлебникова) по его проекту построена церковь Рождества Христова в селе Истье Старожиловского района нынешней Рязанской области.
В Санкт-Петербурге Стасовым были построены комплекс зданий Академии наук на Васильевском острове, Ямской рынок на Разъезжей улице (1817–1819), Павловские казармы на Марсовом поле (1817–1821), Спасо-Преображенский собор (1827–1829), Троице-Измайловский собор (1828–1835), Нарвские триумфальные ворота (1827–1834) и Московские триумфальные ворота (1834–1838). Постройки Стасова отличаются представительностью, торжественностью архитектурных форм. Развивая идеи русского ампира, Стасов часто обращался к строгим формам дорического ордера.
В Царском Селе В. Стасов оформил ряд интерьеров Екатерининского и Александровского дворцов, занимался перестройкой Китайской деревни (1817–1822). По его проекту были построены ворота «Любезным моим сослуживцам» (1817), Манеж, Конюшенный корпус, Большая оранжерея.
По проектам Стасова построены Провиантские склады в Москве (1821–1835), произведена перестройка резиденции вильнюсского генерал-губернатора (1824—1832, ныне резиденция президента Литвы) и Большого (Николаевского) зала Зимнего дворца (из сгоревшего в пожаре 1837 года парадного зала). В 1836–1841 Стасов спроектировал Троицкий собор в Гельмязове (Полтавской губернии).
Стасов — первый по времени мастер русского стиля, предшественник Константина Тона. Его храм Александра Невского в русской колонии Александровка в Потсдаме (1826) — первый из сохранившихся памятников русского стиля. Подобная по стилю Десятинная церковь в Киеве была уничтожена в советский период.
Василий Петрович Стасов умер 24 августа (5 сентября)  1848 года в Петербурге; похоронен в Александро-Невской лавре на Тихвинском кладбище (Главная дорожка).

## Адреса в Санкт-Петербурге
- 1810—1816 — набережная реки Фонтанки, 99;
- 1817—1830 — дом Ошеметковых, 1-я линия, 16;
- 1830—1836 — дом Цыгарова — Гороховая улица, 63;
- 1836—1843 — доходный дом Федорова — Гороховая улица, 54;
- 1843-24.08.1848 — доходный дом Киреева — Галерная улица, 40.

## Награды
Орден Святого Владимира 3-й степени (1824).

## Память
- На доме по адресу 1-я линия Васильевского острова, 16 в 1948 году была установлена мемориальная доска (архитектор А. В. Васильев)[11].
- В 1969 году возле Собора Святой Живоначальной Троицы лейб-гвардии Измайловского полка, построенного по проекту В. П. Стасова, на месте снесённой в 1920-е годы Колонны Славы, был установлен бюст архитектору в ознаменование 200-летия со дня его рождения. В 2005 году, когда было принято решении о воссоздании Колонны Славы, бюст архитектора был временно перенесён в Музей городской скульптуры, а в 2013 году возвращён на площадь, но установлен немного севернее восстановленной Колонны Славы .

## Галерея работ
См. также Здания и сооружения, спроектированные Василием Стасовым
- Спасо-Преображенский собор (Санкт-Петербург)
- Московские триумфальные ворота
- Троице-Измайловский собор
- Нарвские Триумфальные ворота
- Китайская деревня
(Царское Село)
- Церковь Александра Невского в Потсдаме
- Президентский дворец (Вильнюс)

## Семья
Жена (с 6 августа 1817) — Мария Абрамовна Сучкова (умерла в 1831 году в эпидемию холеры)
Дети:
- Николай (1818—1879)
- Александр (1819—1904) — директор компании «Кавказ и Меркурий»
- Владимир (1824—1906) — музыкальный и художественный критик
- Дмитрий (1828—1918) — известный юрист
- Софья (1820—1858)[13] — в замужестве, Кларк[14]
- Надежда (1822—1895) — участница создания Бестужевских курсов
- Борис (умер в 12 лет)
- Ольга (умерла в младенчестве)

Внучка Елена Дмитриевна Стасова была большевичкой и соратницей В. И. Ленина.

## Комментарии
1. ↑  На семи въездах в Москву, из бута фундаментов стен Белого города, были построены парные двухэтажные каменные гостиницы — у Покровских (только здесь сохранился доныне один корпус), Сретенских, Никитских, Пречистенских, Арбатских, Мясницких и Яузских ворот. В собственноручной записке Стасов писал, что фасады зданий, обращённые на улицы, имели портики с шестью колоннами ионического ордера из тёсаного камня, а задние фасаду, выходившие на аллеи бульвара, были «украшены полукруглыми нишами, которые фланкируются залами, предназначенными для кафе».